# وقت النجوم
وقت النجوم، هي رواية خيال علمي للاطفال للكاتب الأمريكي روبرت أ. هاينلين، نشرتها سكريبنر في عام 1956 كواحدة من أحداث هيينلين. تم اشتقاق خط المؤامرة الأساسي من تجربة فكرية عام 1911 في النسبية الخاصة، والتي تسمى عادةً مفارقة المزدوجة، والتي اقترحها الفيزيائي الفرنسي بول لانجفين.

## ملخص المؤامرة
مؤسسة لونغ رانج (ل.ر.ف) هي منظمة غير ربحية تمول مشاريع باهظة الثمن وطويلة الأمد من اجل البشرية. والتي قامت ببناء اثناعشر سفينة لديها شعلة استكشافية للبحث عن كواكب صالحة للسكن لاستعمارها. يمكن للسفن أن تتسارع باستمرار، ولكن لا يمكن أن تتجاوز سرعة الضوء، لذلك ستستمر الرحلات لسنوات عديدة. تحتوي كل مركبة فضائية على طاقم أكبر بكثير اللازم للحفاظ على مجتمع للسفن أكثر استقرارًا وطويل الأمد، وبالوقت ذاته توفير بدائل للوفيات الحتمية.
لقد وجد أن بعض التوائم والثلاثية يمكن أن يتواصلوا مع بعضهم البعض من خلال التخاطر. تبدو العملية فورية وغير متأثرة بالمسافة، مما يجعلها الوسيلة العملية الوحيدة للاتصال للسفن المسافرة عدة سنوات ضوئية بعيدًا عن الأرض. قبل الإعلان عن هذا الاكتشاف، أولاً تجند المؤسسة أكبر عدد ممكن من هؤلاء الأشخاص. يُظهر الاختبار أن المراهقين توم وبات بارتليت لديهم هذه الموهبة ويشتركان معًا. يتلاعب بات التوأم المهيمن، بالأشياء حتى يتم اختياره كعضو في الطاقم، ويتسبب بازعاج توم كثيرًا. ومع ذلك، لا يريد بات حقًا أن يغادر وقد تعرض مهندسو اللاوعي لحادث مفاجئ بحيث يتعين على توم ان يحل محله في الدقيقة الأخيرة.
على متن السفينة، يفرح توم عندما يجد أن عمه ستيف، وهو رجل عسكري، والذي رتب لتعيينه في نفس السفينة. وكانت الرحلة مليئة بالمشاكل التافهة مثل رفيق السكن المزعج وخطيرة مثل التمرد. تزور السفينة عدة أنظمة للنجوم، التي تشمل بيتا هيدري. ونظرًا لطبيعة السفر النسبي (انظر المفارقة المزدوجة)، فإن التوأم الذي ظل متخلفا عن الأعمار بشكل أسرع وفي النهاية ضعف التقارب الذي بينهما لدرجة أنه لم يعد بإمكانهما التواصل بسهولة. بعض التوائم الذين يسافرون في الفضاء المتضمنة البطل، قادرون على التواصل مع أحفاد التوائم الأرض. يعمل توم أولاً مع ابنة أخته، ثم حفيدة أخته، وأخيراً حفيدة أخته الرائعة.
يثبت ان آخر كوكب تم اكتشافه ليكون قاتل بشكل خاص. يقوم السكان الأصليون الأذكياء والعدائيوون بشكل غير متوقع يأسرون ويقتلون جزءا كبير من الطاقم المتبقي، بما في ذلك القبطان وعم توم. يتولى الكابتن الاحتياطي المسؤولية، لكنه غير قادر على استعادة الروح المعنوية للناجين المنكوبين. عندما أصر على مواصلة المهمة بدلاً من العودة إلى الأرض، يبدأ أفراد الطاقم في التفكير بالتمرد. بعد وقت قصير من قيامه بإخبار الأرض بالوضع المزري، فوجئوا بسماع أن سفينة الفضاء ستلتقي بهم في أقل من شهر ويعتقدون أنها يجب أن تكون مركبة فضائية (ل.ر.ف) أكثر تقدمًا. اكتشف العلماء على الأرض السفر بشكل أسرع من الضوء، ويعود ذلك جزئيًا إلى البحث في طبيعة التخاطر، ويقومون بجمع الطواقم الباقية من مركبة بورش (ل.ر.ف). يعود المستكشفون إلى الأرض التي لم يعودوا يتعرفون عليها، وفي معظم الحالات لم تعد مناسبة لهم. ومع ذلك، يعود توم للزواج من آخر شخص يشاركه التخاطر وهي حفيدة أخته، التي كانت تقرأ أفكاره منذ أن كانت طفلة.

## استقبال
وأشاد مراجع مجلة المجرة فلويد سي جيل بالرواية ووصفها بأنها «غزل ممتع»، قائلاً: «التواءات الحبكة ستفاجئك والتوصيفات ستبهجك».

## روابط خارجية
- وقت النجوم وهو الموضوع في قائمة قاعدة بيانات الخيال التأملي على الإنترنت
- وقت النجوم في المكتبة المفتوحة